# Уфимская детская железная дорога
Уфимская детская железная дорога имени Героя Советского Союза В. П. Доброреза (УДЖД) — детская железная дорога в парке имени И. С Якутова города Уфы. Единственная действующая узкоколейная и детская железная дорога Башкортостана. Ведёт подготовку юных железнодорожников.
Входит в состав Башкирского региона Куйбышевской железной дороги. Расположен в парке имени И. С. Якутова в городе Уфе. Открыта 10 мая 1953 года по инициативе Уфимской железной дороги. В 1997 году присвоено имя Героя Советского Союза Василия Павловича Доброреза.

## Описание
Протяжённость — 2 км, ширина колеи — 750 мм. Оборудована двухсторонней кодовой автоблокировкой, поездным и станционным радиоузлами.

### Структура
- Юность (ранее — Пионерская) — двухпутная станция с кирпичным вокзалом, через которую построен пешеходный мост
- Приозёрная — станция возле Солдатского озера
- Локомотивное депо

### Подвижной состав
- ТУ7А-3357 — тепловоз
- ТУ10-010 — тепловоз

- ПВ40 — семь вагонов Демиховского машиностроительного завода
- ВП750 — три вагона Камбарского машиностроительного завода

### Обучение
Обучение сроком 5 лет ведётся по специальностям: машинист локомотива, помощник машиниста; бригадир поезда; дежурный по станции, стрелочному посту, переезду, перрону; проводник и осмотрщик вагонов, кассир, ревизор-контролёр, монтёр пути, радиомеханик, диктор радиоузла. Занятия проводятся в зимнее время, учебно-производственная практика — в летнее.
На УДЖД прошло обучение свыше 13 тыс. учащихся, из них, на 2005, более 4 тыс. работает на предприятиях и в организациях Башкирского региона Куйбышевской железной дороги.

### Перевозки
Пассажирские перевозки осуществляются в летний период со среды по воскресенье. За лето дорога перевозит 20 тыс. пассажиров.

## История
Решение о создании в Уфе детской железной дороги принято в 1952 Уфимской железной дорогой. Постановлением Главного управления капитального строительства МПС СССР № 782 от 28.11.1952, построена в 1952–1953 в парке имени И. С. Якутова, подведомственному железной дороге. Железная дорога, в виде «восьмёрки» с глухим пересечением, состояла из одной станции — Пионерская с деревянным вокзалом, возле Дворца пионеров. Открыта 2 мая 1953. 
Первый паровоз 159-649, ранее действовавший на Белорецкой узкоколейной железной дороге, с тремя самодельными деревянными пассажирскими вагонами, построенными в депо Уфа на базе четырехосных узкоколейных платформ Усть-Катавского вагонного завода, пущен 10 мая 1953 со станции Пионерская. В 1957 паровоз списан и порезан на металлом, и заменён на тепловоз ТУ2-104 — поезд получил название «Пионер Башкирии».
В 1960 первые деревянные пассажирские вагоны заменены на семь металлических Pafawag.
После капитального ремонта в 1985–1986, вновь открыта в виде кольцевой железной дороги.
В 1991 станция Пионерская переименована в Юность, а поезд «Пионер Башкирии» — в «Юный железнодорожник»; также поступили пассажирские вагоны ПВ51 взамен вагонов Pafawag. В 1996–1997 деревянный вокзал станции Юность снесён, и на его месте построен кирпичный, по архитектуре сходным со старым. В 1997 УДЖД присвоено имя Героя Советского Союза В. П. Доброреза.
В 2002 поезд «Юный железнодорожник» переименован в «Пионер Башкортостана». В 2004 открыта станция Приозёрная, возле Солдатского озера, и новый учебный комплекс, расположенный рядом со станцией.
В 2011 тепловоз ТУ2-104 заменён на ТУ10-010, и отправлен в Поволжский музей железнодорожной техники. В 2015 полностью отремонтирована пассажирская платформа станции Юность.

## Галерея

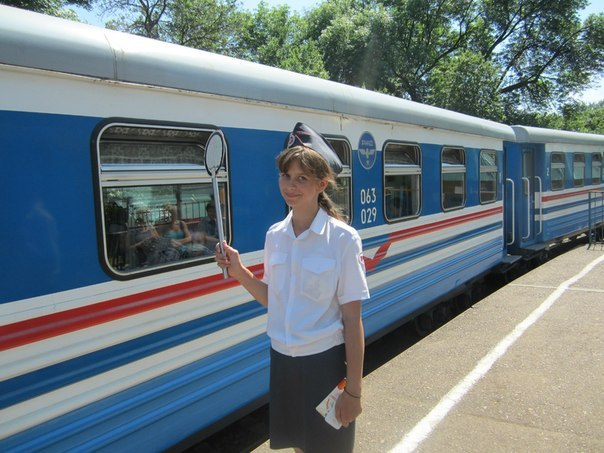
Отправление поезда «Пионер Башкортостана» со ст. Приозёрная
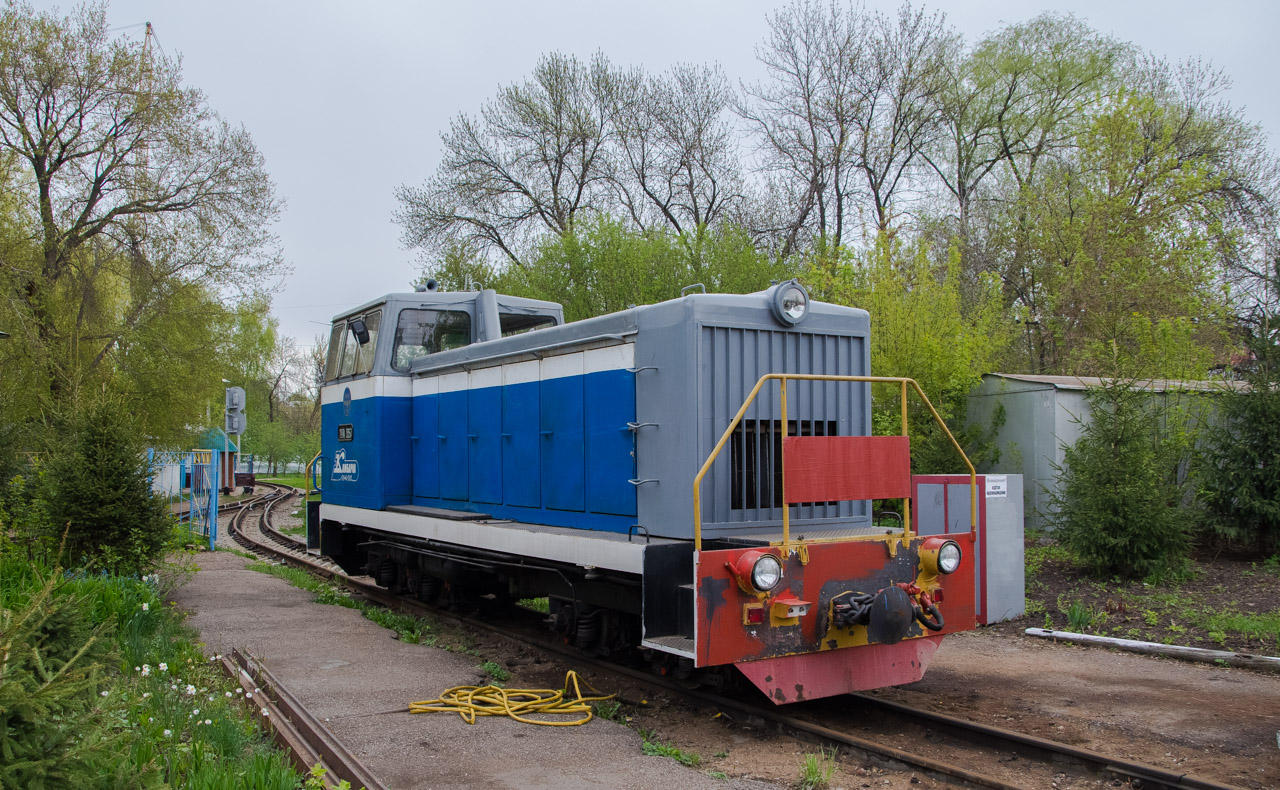
Тепловоз ТУ7А на территории учебного корпуса ст. Приозёрная
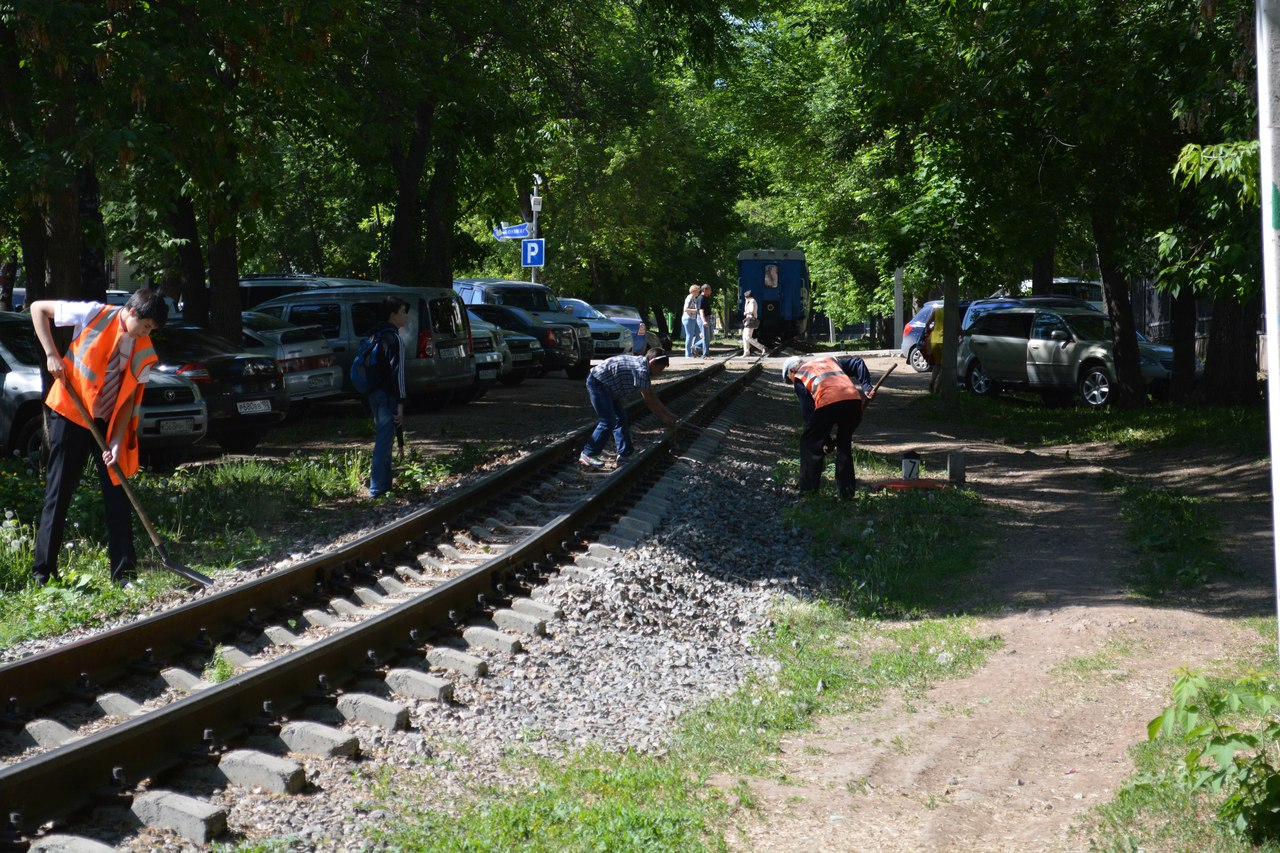
Путейцы в работе
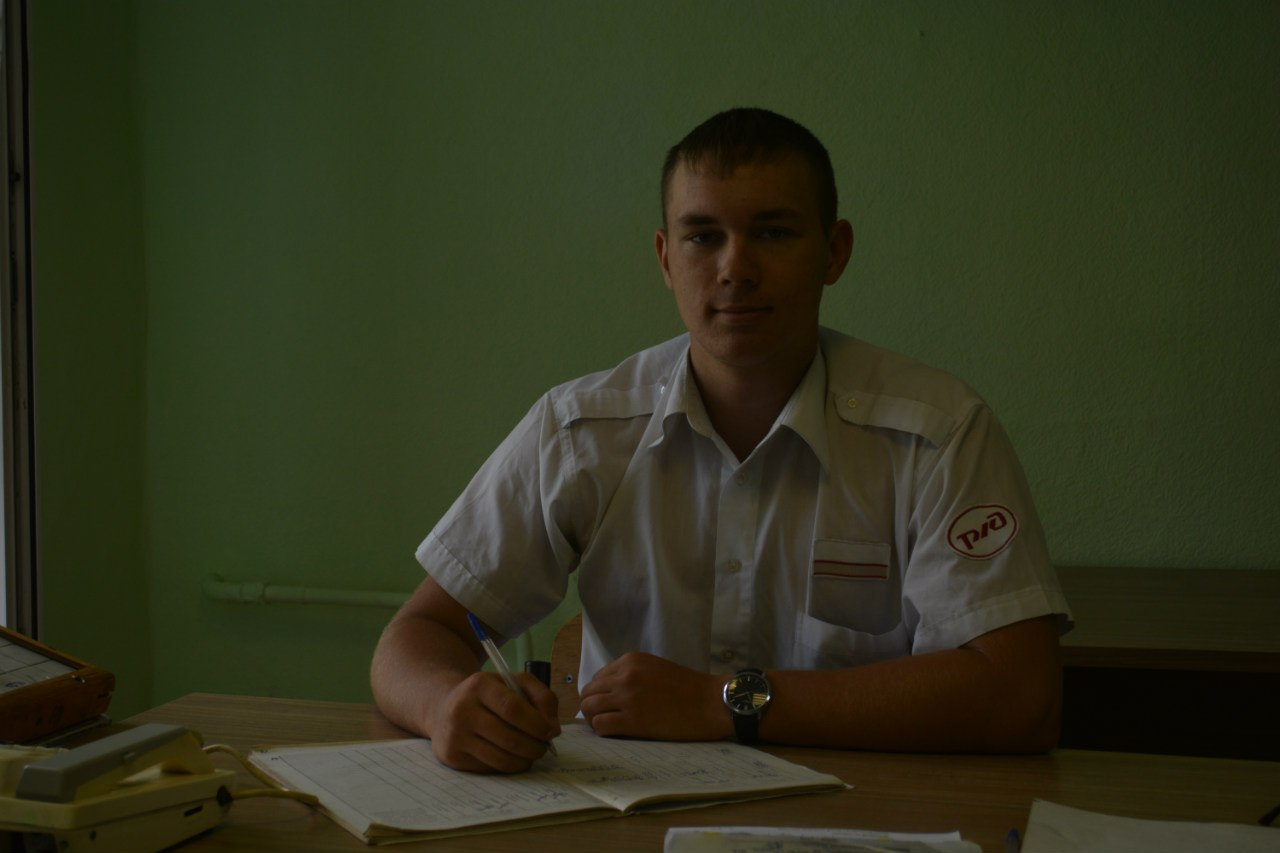
Дежурный по ст. Приозёрная
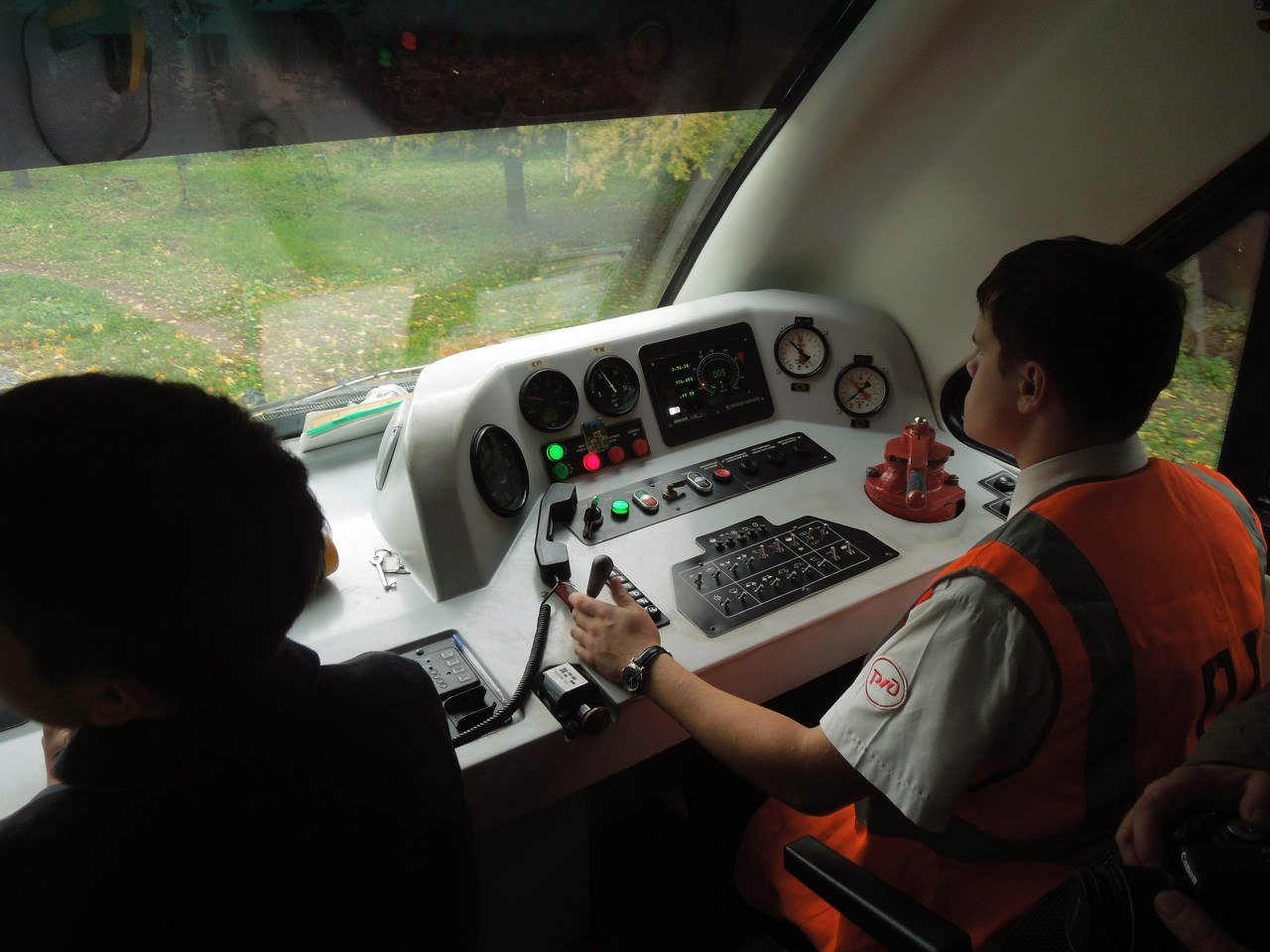
Локомотивная бригада
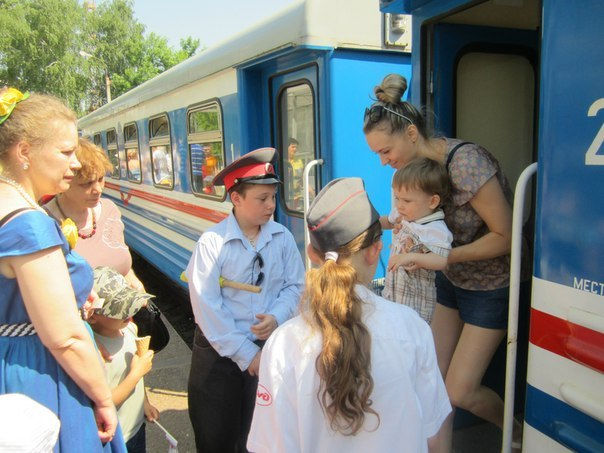
Юные проводники в работе
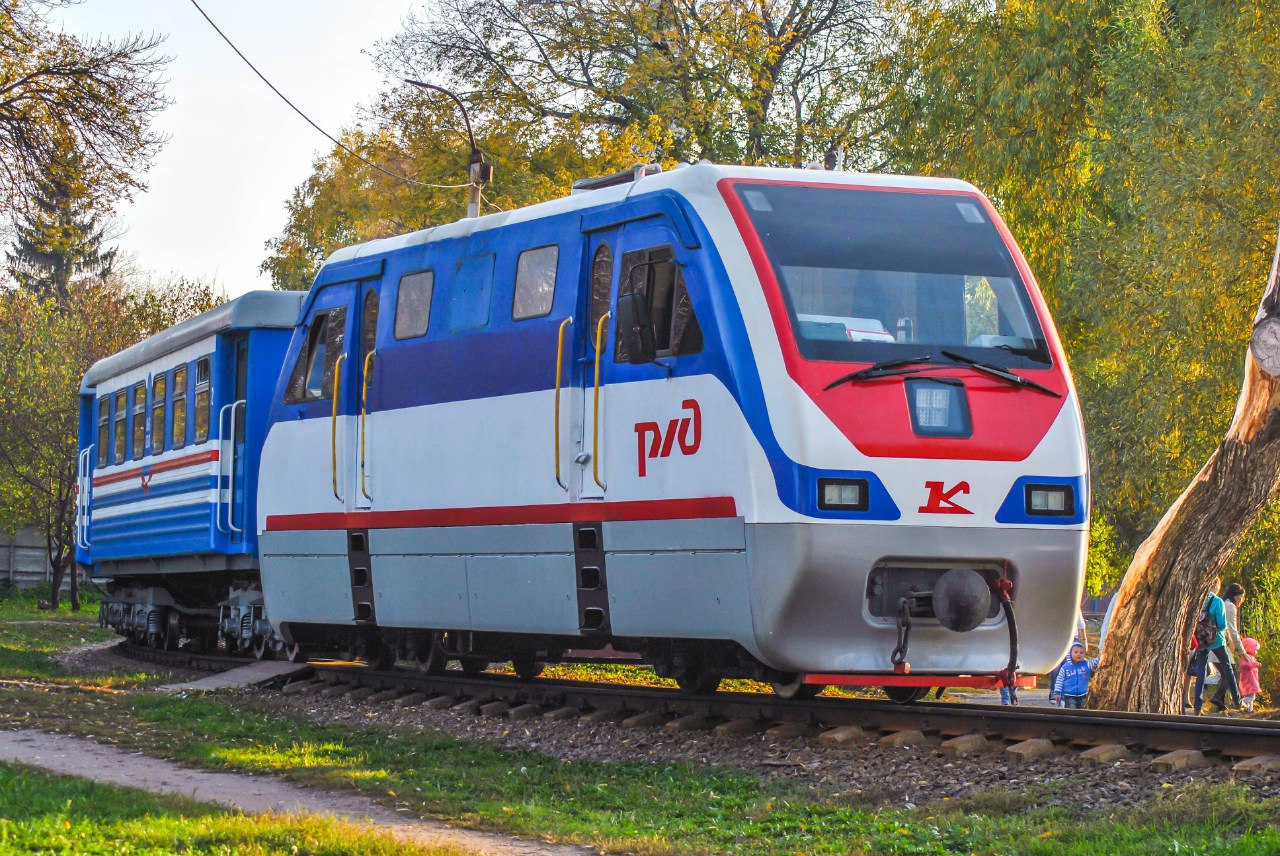
Поезд «Пионер Башкортостана» на ст. Приозёрная